# MTV Turcja
MTV Turcja (Music Television Türkiye) – turecki kanał telewizyjny. Został uruchomiony 23 października 2006. Siedziba stacji mieści się w Stambule.

## Programy
- Doctor's Diary
- Turkish For Beginners
- Valemont
- Famous Crime Scene
- Trick It Out
- Scream Queens
- Made
- MTV Live
- Hot Stuff
- So 90'S
- Chill Out Zone
- World Chard Express
- World Stage
- True Life
- The Rock Chart
- The Base Chart Show
- Headbangers Ball
- Lickshoot
- MTV Imsonia
- Party Zone
- Superock
- Your Mtv
- Bestmotion
- MTV TR Hafta Sonu
- The Rock Chart TR (vj Sevil Uyar)
- MTV @ 46 Studios 2
- Turkish Fantastic Movis
- Ünlü Harfler

## Prezenterzy MTV Turcja
- Alper Etis
- Metehan Mert Çakır
- Selma Altınel